# قطعنامه ۹۹۴ شورای امنیت
قطعنامه ۹۹۴ شورای امنیت سازمان ملل متحد که در تاریخ ۱۷ مه ۱۹۹۵ تصویب شد، سندی بین‌المللی دربارهٔ کرواسی است. این قطعنامه طی نشست ۳۵۳۷ام با ۱۵ رای موافق، ۰ مخالف و ۰ ممتنع تصویب شد.